# Gakaba Airstrip
Gakaba Airstrip is een vliegveld bij Gakaba aan de oostgrens van Suriname, aan de Marowijnerivier in het district Sipaliwini.
Er zijn rond de vijf maatschappijen die het vliegveld aandoen. Er zijn lijnvluchten naar Zorg en Hoop Airport in Paramaribo. 
De ondergrond van de landingsbaan is van asfalt. De baan heeft een lengte van circa 750 meter.